# Gilberto Zorio

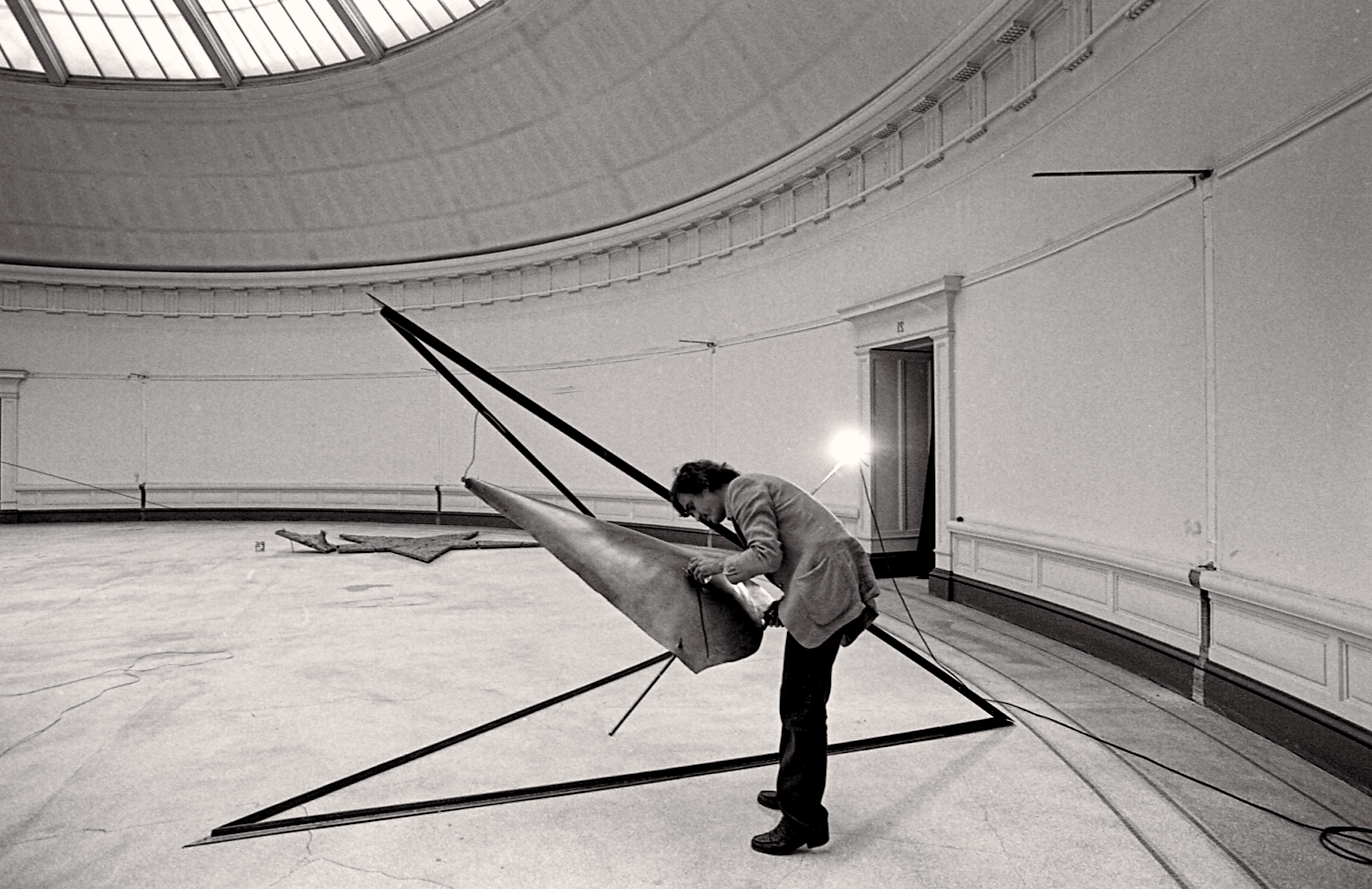
Gilberto Zorio (1980)

Gilberto Zorio (* 21. September 1944 in Andorno Micca) ist ein italienischer Bildhauer, Performance- und Installationskünstler und wichtiger Vertreter der italienischen Arte Povera.

## Leben und Werk
Gilberto Zorio hat von 1963 bis 1970 an der Accademia di Belle Arti Turin studiert und begann schon in den 1960er Jahren als Teil der italienischen Arte Povera-Bewegung seine Arbeiten auszustellen. Er hatte seine ersten Einzelausstellungen im Jahre 1963 in der Piccola Galleria d'Arte Moderna und 1967 in der Galleria Sperone in Turin.
Gilberto Zorios subtile Formen und skulpturalen Installationen bestehen, ganz im Sinne der Arte Povera oft aus der Zusammensetzung roher Grundstoffe. Er schafft Rauminstallationen aus unterschiedlichsten Materialien, wie Holz, Eisen, Terracotta, Gummi, Glas oder Objekten wie Leichtathletik-Speere und ganz häufig Intensiven Lichtquellen.
Das Ziel seiner Kunst ist es, durch Spannung mentale und physische Energien sichtbar zu machen. Auch die menschlichen Energien werden in seine Kunst einbezogen. Zorio versucht Installationen zu schaffen, die Energien aufnehmen und speichern können und sie dann wieder abgeben. Die bestimmenden Charakteristika seiner Arbeiten sind Kraft, Bewegung und Wachstum.
Im Jahr 1972 war Gilberto Zorio mit der Installation „Pugno fluorescente“ (aus phosphoreszierendem Wachs und 2 Lampen) Teilnehmer der Documenta 5 in Kassel in der Abteilung Individuelle Mythologien: Prozesse und auch auf der Documenta IX im Jahr 1992 vertreten. Er war 1978, 1980, 1986 und 1997 Teilnehmer der Biennale von Venedig. 2010 zeigte das Museo d’Arte Contemporanea di Roma eine Einzelausstellung seiner Arbeiten.
Zorio lebt in Turin.